# Anna Zammert

Anna Zammert (um 1930)

Anna Zammert (geborene Rabe; * 12. Juli 1898 in Delitzsch; † 13. Dezember 1982 ebenda) war eine deutsche Politikerin (SPD) und Gewerkschaftsfunktionärin.

## Leben
Schon als Kind arbeitete Anna Zammert im Betrieb ihres Vaters, eines selbstständigen Zigarrenmachers, mit. Nach dem Besuch der Volksschule wollte sie Dienstmädchen werden, doch in Folge des beginnenden Ersten Weltkrieges musste sie in einer Lederfabrik anfangen. Später arbeitete sie im Braunkohletage- und Straßenbau. Im Jahr 1917 trat sie der USPD bei. Ab 1918 arbeitete sie in einem Bitterfelder Chemiewerk und wurde Mitglied des Fabrikarbeiterverbandes (FAV). 1922 trat sie zur SPD über. Sie übte zahlreiche ehrenamtliche Funktionen in der Jugendfürsorge und bei der Arbeiterwohlfahrt (AWO) aus. 1925/26 studierte sie an der 1921 gegründeten Akademie der Arbeit in Frankfurt am Main und heiratete dort den Buchdrucker Paul Zammert. 1927 wurde sie vom FAV-Vorstand mit dem Aufbau eines Arbeiterinnensekretariats bei der FAV-Zentrale in Hannover beauftragt und wurde 1928 Mitglied des Hauptvorstandes. In den Jahren 1927 bis 1933 war sie damit die erste hauptamtliche Frauensekretärin einer Einzelgewerkschaft in Deutschland überhaupt. Bei ihren überregionalen Betriebsbesuchen klärte sie über Arbeitsschutzbestimmungen für schwangere Frauen auf. In der Volkshochschule Hannover unterrichtete sie über die Frau in der sozialen Gesetzgebung. Von September 1930 bis Juni 1933 war als SPD-Vertreterin des Wahlkreises Südhannover-Braunschweig Mitglied des Reichstags.
Nach der Machtübernahme der Nationalsozialisten 1933 wurde sie im April 1933 wegen ihrer politischen Betätigung für sechs Monate inhaftiert. Da sie weiterhin von der Gestapo verfolgt wurde, floh sie zusammen mit ihrem Mann 1935 nach Dänemark. Von dort aus emigrierte sie 1936 nach Norwegen. Als dieses 1940 von Deutschland besetzt wurde, kam Anna Zammert erneut in Haft. Nach ihrer Entlassung floh sie schließlich nach Schweden. Von 1943 bis 1945 war sie Vorstandsmitglied der Landesgruppe deutscher Gewerkschafter in Schweden.
Nach Kriegsende kehrte sie im Jahr 1946 nach Hannover zurück und engagierte sich bei der Neugründung der Arbeiterwohlfahrt. Es gelang ihr aber nicht, eine anspruchsvolle Stelle in einer Gewerkschaft zu erhalten. Im Sommer 1953 kehrte deshalb nach Schweden zurück, wo in dem dortigen Fabrikarbeiterverband in Stockholm arbeitete und wo sie bis zum Tode ihres Mannes 1975 lebte. 1975 kehrte sie zu ihrer Tochter nach Delitzsch in der DDR zurück, wo sie im Dezember 1982 verstarb.

## Ehrungen
In Bergneustadt ist ein Kindergarten der AWO nach Anna Zammert benannt. Im Bildungs- und Tagungszentrum in Springe trägt ein 1990 errichtetes Gebäude ihren Namen. Außerdem sind Straßen in Delitzsch (seit 2007), Göttingen (seit 2012) und, seit Dezember 2013, auch im Hannoverschen Stadtteil Südstadt nach ihr benannt.